# Panorpa nigrirostris
Panorpa nigrirostris is een insect uit de orde van de schorpioenvliegen (Mecoptera), familie van de schorpioenvliegen (Panorpidae). De wetenschappelijke naam van de soort is voor het eerst geldig gepubliceerd door McLachlan in 1882.
De soort komt voor in Iran en Rusland.